# 里帕布利克港 (新澤西州)
里帕布利克港（英語：Port Republic）是一個位於美國新澤西州大西洋縣的城市。

## 人口
根據2020年美國人口普查的數據，里帕布利克港的面積為22.14平方千米，當中陸地面積為19.33平方千米，而水域面積為2.81平方千米。當地共有人口1101人，而人口密度為每平方千米50人。